# Криваво-червоний колір
Крива́во-черво́ний колір — темний відтінок червоного кольору, який повинен нагадувати колір людської крові (яка складається з оксигенованих червоних еритроцитів, білих лейкоцитів та жовтої плазми крові). Саме залізо в гемоглобіні надає крові червоний колір. Фактичний колір варіюється від малинового до темно-коричневого крові залежно від того, скільки кисню є в крові, і може мати злегка помаранчевий відтінок. Дезоксигенована кров, яка циркулює ближче до поверхні тіла, і яку, як правило, можна побачити частіше, ніж оксигенову кров, виділяється з тілесних вен у темно-червоному стані, але швидко насичується киснем під впливом повітря, перетворюючись на яскравіший відтінок червоного. Це відбувається значно швидше при менших обсягах крові, наприклад, при гострому приколі, і менш швидко при порізах або проколах, які спричиняють більший приплив крові, наприклад, прокол в базилічній вені. Артеріальна кров, яка вже насичена киснем, має яскравіший відтінок червоного — це кров, яку бачимо при пульсуючій рані шиї, руки або ноги, і вона не змінює колір під впливом повітря. Отже, «криваво-червоний» колір охоплює обидва ці стани: темніший дезоксигенований колір і яскравіший оксигенований. Крім того, висушена кров часто має більш темний відтінок, забарвлений іржею. Ця кров часто темніша від будь-якого червоного відтінку, який можна побачити у свіжій крові.
У кольоровому спектрі RGB криваво-червоний часто складається лише з червоного кольору, без зеленого або синього компонента; у кольоровій моделі CMYK криваво-червоний не має блакитного, а складається лише з пурпурового та жовтого з невеликою кількістю чорного. Він часто темніший, ніж темно-бордовий або темно-червоний.

## Інші варіанти
Різні джерела пропонують різні кольорові схеми для криваво-червоного кольору. Нижче наведено деякі з них.